# 1116 Catriona
1116 Catriona è un asteroide della fascia principale del diametro medio di circa 39,12 km. Scoperto nel 1929, presenta un'orbita caratterizzata da un semiasse maggiore pari a 2,9225399 UA e da un'eccentricità di 0,2300287, inclinata di 16,53204° rispetto all'eclittica.
Il suo nome fa riferimento a Catriona, un romanzo dello scrittore scozzese Robert Louis Stevenson.